# Detroit Comércio e Indústria
Detroit Comércio e Indústria Ltda. war ein brasilianischer Hersteller von Automobilen und Kit Cars.

## Unternehmensgeschichte
Das Unternehmen aus Rio de Janeiro begann 1985 mit der Produktion von Automobilen. Der Markenname lautete Canyon. 1988 endete die Produktion.

## Fahrzeuge
Das erste Modell war ein VW-Buggy. Die Basis bildete das Fahrgestell vom VW Käfer. Darauf wurde eine offene Karosserie aus Kunststoff montiert.
1987 wurde der Jeep Canyon II angekündigt. Es ist unklar, ob dieses Modell in die Serienproduktion ging.